# Christoph Nösig
Christoph Nösig (* 19. Juni 1985) ist ein ehemaliger österreichischer Skirennläufer. Er gehörte bis 2012 dem Kader des Österreichischen Skiverbandes (ÖSV) an und ist Mitglied des SV Längenfeld. Seine jüngere Schwester Michaela Nösig war ebenfalls Skirennläuferin.

## Biografie
Christoph Nösig besuchte die Skihauptschule in Neustift und anschließend das Skigymnasium in Stams, das er 2004 mit der Matura abschloss. Von 2005 bis 2009 war er Zeitsoldat im Heeresleistungssportzentrum in Innsbruck. Seit 2009 ist er Vertragsbediensteter in der Zollabteilung des Bundesministeriums für Finanzen. Nach fünf Jahren im Kader des Tiroler Skiverbandes wurde er 2002 in den ÖSV-Nachwuchskader aufgenommen und stieg 2005 in den B-Kader auf. Sein erstes FIS-Rennen bestritt Nösig im Dezember 2000. Im Europacup war er erstmals im Dezember 2003 im Einsatz. Bei den Juniorenweltmeisterschaften 2005 in Bardonecchia konnte er sich viermal unter den besten zehn platzieren (4. Kombination, 5. Riesenslalom, 6. Abfahrt, 7. Super-G). Im Jahr 2006 wurde er Österreichischer Meister in der Kombination. In der Saison 2007/08 feierte er im Riesenslalom von Hinterstoder seinen ersten Europacupsieg und belegte Platz vier in der Riesenslalom-Gesamtwertung. Im Dezember 2008 folgte auch das erste Rennen im Weltcup beim Riesenslalom von Beaver Creek, wo er sich aber nicht für den zweiten Lauf qualifizierte.
Am 21. Februar 2009 erreichte Nösig im Riesenslalom von Sestriere mit Rang 24 seine ersten Weltcuppunkte. Im selben Jahr stieg er in den A-Kader auf. Sein für knapp drei Jahre bestes Weltcupresultat erzielte er am 30. Jänner 2010 mit Platz 14 im Riesenslalom von Kranjska Gora; insgesamt punktete er in der Saison 2009/10 viermal im Weltcup. Im Europacup entschied er in der Saison 2009/10 mit zwei Siegen und weiteren zwei Podestplätzen die Riesenslalomwertung für sich und erzielte Platz vier im Gesamtklassement. Die Ergebnisse des Winters 2009/10 konnte Nösig vorerst nicht wiederholen. In der Saison 2010/11 gewann er nur einmal als 23. des Riesenslaloms von Val-d’Isère Weltcuppunkte und im Winter 2011/12 blieb er bei seinen vier Riesenslalomstarts im Weltcup ohne Ergebnis. Während dieses Winters hatte er wegen eines Bandscheibenvorfalls zwei Monate pausieren müssen. Im März 2012 wurde er Österreichischer Meister im Riesenslalom.
Im Frühjahr 2012 wurde Nösig aus den Kadern des ÖSV entlassen. Er erhielt im Winter 2012/13 aber weiterhin die Möglichkeit an Weltcuprennen teilzunehmen und erreichte Anfang Dezember 2012 als Zehnter des Riesenslaloms von Beaver Creek und Neunter des Riesenslaloms von Val-d’Isère seine ersten Top-10-Ergebnisse. Bei den Alpinen Skiweltmeisterschaften 2015 in Vail/Beaver Creek gewann er gemeinsam mit Marcel Hirscher, Michaela Kirchgasser und Eva-Maria Brem die Goldmedaille im Mannschaftswettbewerb.
Am 5. März 2017 verkündete er sein Karriereende, nachdem er in seinem letzten Rennen im Riesenslalom von Kranjska Gora den 26. Platz erreichte.

## Erfolge

### Weltmeisterschaften
- Vail/Beaver Creek 2015: 1. Mannschaftswettbewerb

### Weltcup
- 4 Platzierungen unter den besten zehn in Einzelrennen
- 1 Podestplatz bei Mannschaftswettbewerben

### Weltcupwertungen
| 2008/09 | 141.                                  | 7                                     | 48.                                   | 7                                     |                                       |                                       |                                       |                                       |                                       |                                       |                                       |                                       |                                       |                                       |
| 2009/10 | 92.                                   | 42                                    | 27.                                   | 42                                    |                                       |                                       |                                       |                                       |                                       |                                       |                                       |                                       |                                       |                                       |
| 2010/11 | 150.                                  | 8                                     | 47.                                   | 8                                     |                                       |                                       |                                       |                                       |                                       |                                       |                                       |                                       |                                       |                                       |
| 2011/12 | keine Platzierung in den Punkterängen | keine Platzierung in den Punkterängen | keine Platzierung in den Punkterängen | keine Platzierung in den Punkterängen | keine Platzierung in den Punkterängen | keine Platzierung in den Punkterängen | keine Platzierung in den Punkterängen | keine Platzierung in den Punkterängen | keine Platzierung in den Punkterängen | keine Platzierung in den Punkterängen | keine Platzierung in den Punkterängen | keine Platzierung in den Punkterängen | keine Platzierung in den Punkterängen | keine Platzierung in den Punkterängen |
| 2012/13 | 43.                                   | 165                                   | 12.                                   | 165                                   |                                       |                                       |                                       |                                       |                                       |                                       |                                       |                                       |                                       |                                       |
| 2013/14 | verletzungsbedingt keine Ergebnisse   | verletzungsbedingt keine Ergebnisse   | verletzungsbedingt keine Ergebnisse   | verletzungsbedingt keine Ergebnisse   | verletzungsbedingt keine Ergebnisse   | verletzungsbedingt keine Ergebnisse   | verletzungsbedingt keine Ergebnisse   | verletzungsbedingt keine Ergebnisse   | verletzungsbedingt keine Ergebnisse   | verletzungsbedingt keine Ergebnisse   | verletzungsbedingt keine Ergebnisse   | verletzungsbedingt keine Ergebnisse   | verletzungsbedingt keine Ergebnisse   | verletzungsbedingt keine Ergebnisse   |
| 2014/15 | 86.                                   | 58                                    | 24.                                   | 58                                    |                                       |                                       |                                       |                                       |                                       |                                       |                                       |                                       |                                       |                                       |
| 2015/16 | 86.                                   | 76                                    | 29.                                   | 76                                    |                                       |                                       |                                       |                                       |                                       |                                       |                                       |                                       |                                       |                                       |
| 2016/17 | 97.                                   | 49                                    | 32.                                   | 49                                    |                                       |                                       |                                       |                                       |                                       |                                       |                                       |                                       |                                       |                                       |

### Europacup
- Saison 2006/07: 10. Slalomwertung
- Saison 2007/08: 4. Riesenslalomwertung
- Saison 2008/09: 6. Riesenslalomwertung
- Saison 2009/10: 4. Gesamtwertung, 1. Riesenslalomwertung
- Saison 2015/16: 7. Riesenslalomwertung
- 13 Podestplätze, davon 3 Siege:

| Datum           | Ort          | Land       | Disziplin    |
| --------------- | ------------ | ---------- | ------------ |
| 11. Jänner 2008 | Hinterstoder | Österreich | Riesenslalom |
| 17. Jänner 2010 | Kirchberg    | Österreich | Riesenslalom |
| 8. Februar 2010 | Méribel      | Frankreich | Riesenslalom |

### Juniorenweltmeisterschaften
- Maribor 2004: 15. Riesenslalom, 37. Abfahrt, 48. Super-G
- Bardonecchia 2005: 4. Kombination, 5. Riesenslalom, 6. Abfahrt, 7. Super-G, 19. Slalom

### Weitere Erfolge
- Österreichischer Meister in der Kombination (2006) und im Riesenslalom (2012)
- 1 Podestplatz im Nor-Am Cup
- 3 Siege in FIS-Rennen